# Armando Teixeira
Armando Teixeira (Lisboa, Fevereiro de 1968) é um músico, compositor e produtor discográfico português. Em 2005, era considerado um dos compositores mais ativos do panorama musical português.

## História
Armando Teixeira foi membro de bandas como Ik Mux, Boris Ex-Machina e Bizarra Locomotiva. Foi também membro dos Da Weasel. Após a saída dos Da Weasel envolveu-se em projectos a solo como os Balla, os Bulllet e Knok Knok.
Os Balla apareceram numa das primeiras colectâneas da Optimus, em 2000. Os Bulllet são um projecto iniciado em 2002. 
Em 2005 lançou em nome próprio o álbum "Made to Measure" através da Fonoteca de Lisboa. Tem produzido discos de nomes como Pilar, Loto, Post Hit, entre outros. Tem vários trabalhos com Rui Reininho.
Em 2012, foi o autor do tema “O Mundo Passa”, produzido para o Festival da Canção, interpretado por Vânia Osório. Em 2018, compôs o tema "Tempestade", interpretado pelos Balla, para a edição desse ano daquele festival.
Em 2019, foi diretor da banda sonora do filme "Variações".
Desde 2024 tem como principal foco de criação, a banda Decline And Fall, formada ao lado de Ricardo S. Amorim e Hugo Santos.

## Grupos
- Da Weasel
- Bizarra Locomotiva
- Ik Mux
- Boris Ex-Machina,
- Balla
- Bulllet
- Knok Knok
- Decline And Fall